# Herveo (kommun)
Herveo är en kommun i Colombia.   Den ligger i departementet Tolima, i den centrala delen av landet, 140 km väster om huvudstaden Bogotá. Antalet invånare är 9 142.